# 石国
石国（波斯语发音：Chaj、突厥语发音：Tash、粟特语发音：Cac，意思均為“石頭”），西域古国。公元7~8世纪，此地有九个君主均为姓昭武的国家，称昭武九国，石国为其中之一。今为乌兹别克斯坦首都塔什干。

## 名称
最早见于《魏书·西域传》，书中称其为者石，源自塔什干古称“Chach”。《隋书·西域传》称为石国：“石国居药杀水，都城方十余里其王姓石名涅……有粟麥，多良馬。其俗善戰……南去鏺汗六百里东南去瓜州六千里”。
石国是唐代高僧往印度取经时必经之地。玄奘在627年－645年去往印度取经，曾路过赭时国，即石国；《大唐西域记》卷一记载：“赭时国周千余里，……西临叶河，役属突厥”。

## 历史记录
石国人善舞，有柘枝舞流行唐代长安，到宋代仍流行。杜佑《通典》对此国有详细介绍：
「石国，隋时通焉。居于药杀水，都柘折城，方十馀里。本汉大宛北鄙之地。东与北至西突厥界，西至波腊国界，西南至康居界，南至率都沙那国界。王姓石。国城之东南立屋，置座于中，正月六日、七月十五日以王父母烧馀之骨，金瓮盛之，置于床上，巡绕而行，散以香花杂果，王率臣下设祭焉。礼终，王与夫人出就别帐，臣下以次列坐而飨宴。有粟、麦，多良马。南去鏺音拨汗六百里，东南去瓜州六千里。隋大业五年、大唐贞观八年，并遣使朝贡。杜环经行记云：“其国城一名赭支，一名大宛。天宝中，镇西节度使高仙芝擒其王及妻子归京师。国中有二水，一名真珠河，一名质河，并西北流。土地平敞，多果实，出好犬良马。”又云：“碎叶国，从安西西北千馀里有绗达岭，岭南是大唐北界，岭北是突骑施南界。。西南至葱岭二千馀里。其水岭南流者尽过中国，而归东海；岭北流者尽经胡境，而入北海。又北行数日，度雪海。其海在山中，春夏常雨雪，故曰雪海。中有细道，道傍往往有水孔，嵌空万仞，辄堕者莫知所在。绗达岭北行千馀里至碎叶川。其川东头有热海，兹地寒而不冻，故曰热海。又有碎叶城，天宝七年，北庭节度使王正见薄伐，城壁摧毁，邑居零落。昔交河公主所居止之处，建大云寺，犹存。其川西接石国，约长千馀里。川中有异姓部落，有异姓突厥，各有兵马数万。城堡闲杂，日寻干戈，凡是农人皆擐甲胄，专相虏掠以为奴婢。其川西头有城，名曰怛逻斯，石国人镇，即天宝十年高仙芝军败之地。从此至西海以来，自三月至九月，天无云雨，皆以雪水种田。宜大麦、小麦、稻禾、豌豆、毕豆。饮蒲萄酒、麋酒、醋乳。”」——《通典》·边防九
天宝十年（751年）唐安西大都护节度使高仙芝攻陷石国，并擒国王（突厥人的吐屯）及妻子押归京师。天宝十年（751年），石国王子向阿拔斯王朝求救兵，唐与大食在怛羅斯（今哈萨克斯坦的塔拉兹附近）决战（怛羅斯戰役），高仙芝兵败，石国归附大食。

8世纪的河中地区，石国（柘支，今塔什干）在图中上方

明代称为达失干。明朝永乐年间行在吏部验封司员外郎陈诚出使西域曾到过达失干：“达失干城在塞兰之西，去撒马尔罕七百余里。城周回二里，局平原上，四面皆平岗，多园林，广树木。水流长行。土宜五谷。居民稠密”。

## 古钱币
- 石国匈尼特人铸币，大致流通于公元625~725年
- 石国匈尼特人铸币，大致流通于公元625~725年
- 石国匈尼特人铸币
- 在石国发现的康居钱币
- 在石国发现的粟特钱币

## 延伸阅读
[在维基数据编辑]
 《隋書·卷83》，出自魏徵《隋书》